# 石川県立珠洲実業高等学校
石川県立珠洲実業高等学校（いしかわけんりつ すずじつぎょうこうとうがっこう、英: Ishikawa Prefectural Suzu Vocational High School）は、かつて石川県珠洲市宝立町鵜飼にあった公立の実業高等学校。石川県立飯田高等学校との統合により、2010年（平成22年）3月末に閉校した。

## 設置学科

### 2005年（平成17年）度入学生
- 建築科（2コース3種型）
  - 一般コース
  - （建築専攻）計画コース
  - （建築専攻）施工コース
- 情報流通科（2コース5種型）
  - 商業コース（情報処理型）
  - 商業コース（会計専門型）
  - 情報コース（情報処理専門型）
  - （公務員・看護志望型）
  - （大学・短大進学志望型）

### 2006年・2007年（平成18年・19年）度入学生
- 建築科
  - 建築コース
  - 建築情報コース
- 情報流通科
  - 国際ビジネスコース
  - ビジネス情報コース

## 沿革
- 1963年（昭和38年）- 旧宝立小学校校舎を利用し、商業科・家政科を置き開校。校章・校歌の制定、校旗樹立。
- 1969年（昭和44年）- 家政科を廃止、土木科を置く。
- 1970年（昭和45年）- 土木科を廃止、建築科を置く。
- 1973年（昭和48年）- 校舎落成、校舎落成式典。
- 1979年（昭和54年）- 第2体育館完成。
- 1983年（昭和58年）- ウエイトリフティング場完成。
- 1989年（平成元年）4月1日 - 商業科を商業コースと情報コースの2コース制とする。
- 1992年（平成4年）4月1日 - コース制を廃止、情報流通科を置く。
- 1996年（平成8年）- 屋内相撲場完成。
- 2002年（平成14年）- 制服改定。
- 2003年（平成15年）4月1日 - 情報流通科にコース制導入。
- 2004年（平成16年）4月1日 - 建築科にコース制導入。
- 2008年（平成20年）4月1日 - 石川県立飯田高等学校との統合により募集停止。
- 2010年（平成22年）
  - 3月6日 - 最後の卒業式、閉校式。
  - 3月31日 - 閉校[1]。

## 部活動

### 運動部
2007年現在、7つの部と1つの同好会があった。
- 陸上競技部
- 野球部
- ソフトテニス部（男・女）
- ウエイトリフティング部 - 全国大会で常に上位入賞を果たしていた。
- 相撲部
- サッカー部
- 女子バスケット同好会

### 文化部
2007年現在、4つの部があった。
- 吹奏楽部 - マーチングバンド編成をとっていた。
  - 石川県代表として数々の全国大会に出場し、数々の受賞歴を持つ[2]。
  - 石川県内各地の各種イベントはもとより、スイス・アメリカ・韓国などの海外遠征も行った。
  - 日本初のプロの室内管弦楽団「オーケストラ・アンサンブル金沢」のゼネラル・マネジャー山田正幸は、かつて同校教諭時代、クラブ顧問として一大時代を築き上げた[3]。
  - 赤いユニホームはアメリカでの演奏旅行での知り合った関係者らがアメリカでデザインし1991年の石川国体で披露された[4]。閉校後も当時の顧問らがユニホームを保管していたが、2019年に処分を迫られ、相談した相手が作新学院高等学校吹奏楽部を指導しており、作新学院高等学校にはマーチングバンド用のユニホームがなかったことから、保管していたユニホームは作新学院高等学校に寄贈された[5]。当時の顧問ら関係者からの依頼もあり、2023年11月18日に珠洲市内で赤いユニホーム着用した作新学院高等学校吹奏楽部の演奏会が行われた[4]。2024年2月3日、作新学院高等学校は能登半島地震 (2024年)で被災した珠洲市への寄付金を募るため赤いユニホーム着用したチャリティーコンサートを栃木県庁舎で実施した[6]。

- 和道部 - 茶道・華道
- 工業研究部 -
- 商業技術部 - ワープロ・珠算・情報・簿記

## その他

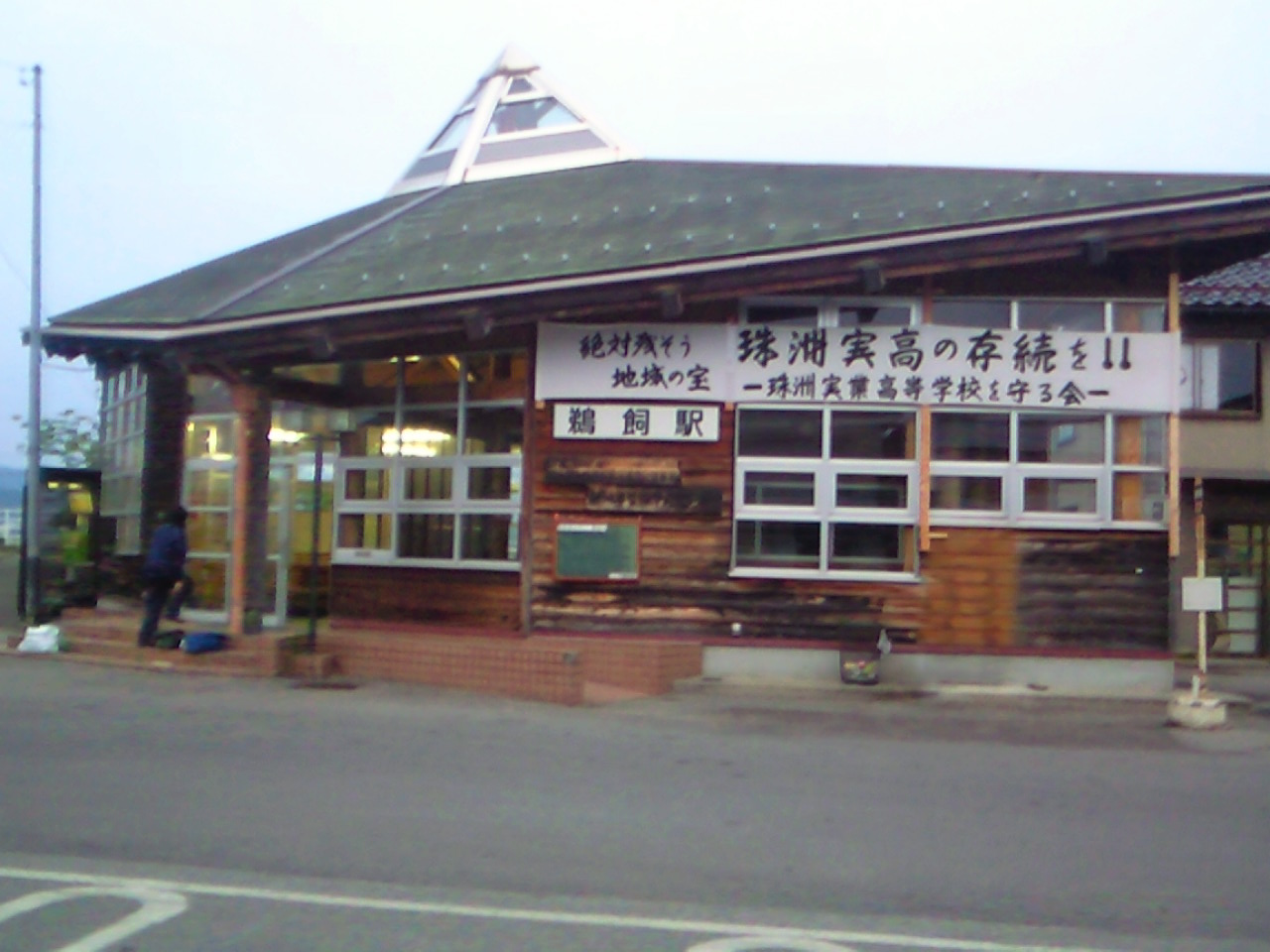
学校の存続を求める看板（鵜飼駅、2008年撮影）

- 2007年（平成19年）に策定された石川県第2次高等学校再編計画にあたり、石川県立飯田高等学校との統合が決定し、2008年（平成20年）度に全科募集停止。
- 校舎は2013年（平成25年）1月から石川県立七尾特別支援学校珠洲分校の移転先として共用され、また、飯田高等学校総合学科の科目履修のために校舎の一部が一時的に利用されていた。

## 所在地
〒927-1222 石川県珠洲市宝立町鵜飼6-20

## アクセス
- 珠洲道路金峰寺交差点、または国道249号鵜飼交差点
- 北鉄奥能登バス「鵜飼駅前」停留所 徒歩約1分、「南鵜飼」停留所 徒歩約4分、「珠洲鵜飼」停留所 徒歩約7分

## 著名な関係者
- 井道千尋（将棋女流棋士）